# Грошек, Михал
Михал Грошек (чеш. Michal Grošek; 1 июня 1975, Вишков, Чехословакия) — чешский хоккеист, нападающий. С 1994 по 2004 год играл в НХЛ. Завершил карьеру в 2008 году.

## Биография
Михал Грошек является воспитанником клуба «Злин». С 1994 по 2004 год играл в НХЛ: провёл 571 игру за «Виннипег Джетс», «Баффало Сейбрз», «Чикаго Блэкхокс», «Нью-Йорк Рейнджерс» и «Бостон Брюинз». Свои лучшие годы Михал Грошек провёл в Баффало. Особенно ему удался сезон 1998/99, когда он установил личные рекорды по количеству шайб, передач, очков за сезон (20 шайб, 30 передач, 50 очков в 76 играх).Также играл в Швейцарии, Швеции, провёл 13 матчей в российской Суперлиге за СКА Санкт-Петербург. Завершил карьеру в 2008 году. После окончания карьеры хоккеиста работает тренером в Швейцарии.

## Статистика
- НХЛ — 571 игра, 241 очко (93+148)
- АХЛ — 166 игр, 129 очков (49+80)
- Чемпионат Чехословакии — 18 игр, 4 очка (1+3)
- Чемпионат России — 13 игр, 3 очка (3+0)
- Чемпионат Швейцарии — 138 игр, 108 очков (50+58)
- Чемпионат Швеции — 17 игр, 13 очков (4+9)
- Западная хоккейная лига — 37 игр, 49 очков (27+22)
- Сборная Чехии — 3 игры
- Всего за карьеру — 963 игры, 547 очков (227 шайб + 320 передач)